# 守屋大光
守屋 大光（もりや ひろみつ、1943年〈昭和18年〉? - ）は日本の政治家。神奈川県葉山町の町長を4期務めた。父親の守屋光春も1956年から1965年1月まで葉山町の町長を務めた。

## 経歴
國學院大學政経学部卒業、同大学神道学専攻科卒業、鶴岡八幡宮での総務部長や森戸大明神の宮司を経て、1981年に葉山町の教育委員会委員に就任、1988年より同委員長となった。1993年の町長選挙で初当選を果たし、その後4選を果たした。その間2005年度には日本の教育を考える10人委員会委員に就任、2007年8月には日本の森・滝・渚全国協議会の設立の際には副会長に選ばれた。
その後同年11月15日の神奈川新聞の報道で関係した政治団体が選挙区内にある任意団体への寄付という公職選挙法で禁じられた行為を行っていたことが判明し、その後同年12月23日に町長を辞職した。
同時期に守屋町長の従兄弟である副町長も国有地である葉山漁港内の海浜に鉄骨の建物を建設し不法占有した問題が発覚、オンブズマンに横浜地検横須賀支部に告発された後、町議会で辞職勧告決議案が可決され12月3日に辞職した。このため、2008年1月に森英二が町長に就任するまで、葉山町では町長と副町長が不在という異例の事態に陥った。